# Пройков, Христо
Христо Николов Пройков (род. 11 марта 1946 года, София, Болгария) — болгарский религиозный деятель, католический епископ. Глава Болгарской грекокатолической церкви, епископ Софийский.

## Биография
6 сентября 1970 года был рукоположен в сан диакона епископом Кириллом Куртевым. 23 мая 1971 года рукоположен в священники епископом Мефодием Стратиевым в Софии (Болгария).
В 1980—1982 годах обучался в Папском Григорианском университете в Риме, где специализировался на каноническом праве.
С 1982 был приходским священником в кафедральном соборе Успения Богородицы в Софии. В декабре 1991 года возобновил выпуск газеты «Истина — Veritas» — продолжателя газеты «Истина».
С 18 декабря 1993 года — коадъютор апостольского экзарха Софии.
18 декабря 1993 года назначен, а 6 января 1994 года в соборе Святого Петра в Риме папой Иоанном Павлом II рукоположен в титулярные епископы Бриулы.
С 5 сентября 1995 года — апостольский экзарх Софии, глава Болгарской грекокатолической церкви. С 1995 года — председатель Конференции католических епископов Болгарии и является председателем её комитетов: для духовенства; католического образования и званий; для пастырского окормления мигрантов и путешественников; для пасторского попечения о здравоохранении.
15 мая 2009 года папа Бенедикт XVI назначил его советником Конгрегации по делам восточных церквей.
11 октября 2019 года папа Франциск повысил Апостольский экзархат в епархию Иоанна XXIII в Софии, а епископ Христо Пройков получил титул епископа Софийского.

## Награды
- Большой крест ордена pro Merito Melitensi (Мальтийский орден, 2007 год)